# La Sacra Famiglia
La Sacra Famiglia, ossia Critica della critica critica. Contro Bruno Bauer e consorti (in tedesco Die heilige Familie, oder Kritik der kritischen Kritik. Gegen Bruno Bauer & Consorten), spesso chiamata anche come La Sacra Famiglia ovvero Critica della critica critica. Contro Bruno Bauer e soci, o semplicemente La Sacra Famiglia o Critica della critica critica, è la prima opera scritta congiuntamente da Friedrich Engels e Karl Marx tra settembre e novembre 1844, pubblicata in prima edizione nel febbraio 1845 e dedicata alla filosofia del marxismo. L'opera critica la filosofia dei giovani hegeliani da una posizione materialista; evidenzia la lotta tra materialismo e idealismo in filosofia, sottolinea la connessione tra le idee del materialismo e le idee del socialismo utopico e lo sviluppo delle scienze naturali, analizza i fenomeni sociali dal punto di vista della dialettica materialista, e svela le radici epistemologiche dell'idealismo.
Si tratta principalmente di una critica alle tesi dei fratelli Bauer, Bruno e Edgar, e dei "giovani hegeliani", e si presenta pertanto sotto forma di un pamphlet.
Più in generale le critiche di Marx ed Engels si rivolgono agli articoli pubblicati dai fratelli Bauer sulla "Allgemeine Literatur-Zeitung" ("Gazzetta universale di letteratura"), un periodico tedesco che uscì fra il dicembre 1843 e l'estate 1844, di cui i fratelli Bauer erano i principali redattori.
Engels e Marx denunciano il carattere speculativo della filosofia dei giovani hegeliani e ne stigmatizzano le contraddizioni, contrapponendo ogni volta, al punto di vista sedicente "critico" dei neohegeliani, il proprio punto di vista "reale", ossia materialistico. La critica promossa da Marx ed Engels pone le premesse del metodo che essi svilupperanno nelle opere della maturità.
Annoverata fra gli scritti giovanili dei due autori, ne "La sacra famiglia" appare la forte influenza esercitata all'epoca su Engels e Marx da Ludwig Feuerbach. La critica dell'idealismo hegeliano sarà continuata ne "L'ideologia tedesca". Marx ed Engels si mostrano d'altronde consapevoli del carattere occasionale del loro pamphlet:
(Karl Marx e Friedrich Engels, "L'ideologia tedesca")

## Storia dell'opera
L'intento degli autori era quello di prendere le distanze dallo sviluppo teorico di Bruno Bauer, ex mentore di Marx, e di professare il "vero umanesimo" di Ludwig Feuerbach.
Il contenuto principale è la contraddizione tra la visione idealistica della dialettica di Hegel e quella materialistica di Marx e in particolare una critica dei giovani hegeliani Bruno Bauer e suo fratello Edgar Bauer, nonché di un certo numero di autori meno noti della cerchia dei "liberi" berlinesi. Colpisce il fatto che Marx non annoveri Max Stirner, che apparteneva alla cerchia ristretta di Bauer come uno dei "consorti", e lo escluda dalla sua critica.
Il tenore del testo, che deriva per circa il 90% da Marx, è polemico fino al beffardo, cosa che non è solo indicata dal sottotitolo: "Contro Bruno Bauer e soci". Già il titolo principale prende in giro la filosofia di Bruno Bauer con il termine inventato "critica critica". Perché Bauer naturalmente non chiamò la sua teoria critica, che sviluppò principalmente negli articoli dell'anno 1844 dell'Allgemeine Literatur-Zeitung, "critica critica", ma "critica pura".
I giovani hegeliani, seguendo Hegel, presumevano che la storia fosse solo un'espressione dell'ulteriore sviluppo della ragione umana e quindi rifiutavano ogni impegno politico. Marx ed Engels hanno criticato questo punto di vista in "La sacra famiglia" come irrealistico:
(Karl Marx e Friedrich Engels, "La sacra famiglia")
Nelle stesse parole di Friedrich Engels, ha contribuito "quasi nulla" all'opera, motivo per cui considera "curioso" il fatto di essere nominato autore accanto a Marx. Per il resto giudica l'opera "fantastica", "scritta magnificamente e fa ridere", ma nel complesso "troppo grande" e nel complesso "incomprensibile al grande pubblico".

## Storia della pubblicazione
In una lettera non datata a Heinrich Börnstein dell'autunno 1844, Marx chiese se A. Frank potesse pubblicare il libro a Bruxelles. Marx inviò un'altra richiesta a Julius Campe ad Amburgo. Infine, Marx iniziò a scambiare lettere con l'Istituto letterario (J. Rütten), fondato solo il 1º luglio 1844. Il 3 dicembre 1844 i due editori Joseph Rütten e Zacharias Loewenthal scrissero a Marx che la composizione era quasi completa e inviarono una cambiale di 1000 franchi. Il 9 dicembre 1844, il confidente di Metternich, Hermann Ebner, riferì che Marx avrebbe fatto stampare da Rütten un opuscolo contro Bruno Bauer. Il 27 dicembre 1844 Loewenthal suggerì a Marx il titolo definitivo dell'opera: "La sacra famiglia, o Critica della critica critica". Contro Bruno Bauer e soci Il 15 gennaio 1845 Loewenthal apportò le ultime correzioni richieste da Marx. Il libro fu poi consegnato il 24 febbraio 1845. Le società di libri e litografie di Francoforte Streng e Schneider si occupano della stampa.

## Contesto storico
In una lettera a Ludwig Feuerbach dell'11 agosto 1844, Marx annunciava il proposito di pubblicare un «opuscoletto» contro la rivista di Bruno Bauer, e ne anticipava i contenuti:
(Karl Marx)
Alla fine di agosto 1844 Engels, in viaggio da Manchester per la Germania, si fermò una decina di giorni a Parigi, dove abitava Marx. Durante lo stesso soggiorno parigino i due filosofi riscontrarono il proprio totale accordo su tutte le questioni teoriche; Engels si associò alla stesura del libro contro Bauer, redigendo un contributo che ammonta a un foglio di stampa e mezzo sui ventidue fogli di stampa totali dell'opera (pari a 18 pagine su un totale di 211 della prima edizione). Il resto del libro fu scritto da Marx, che vi lavorò anche dopo la partenza di Engels, fino a tutto novembre. Forse Marx ampliò di parecchio l'opera anche allo scopo di sfuggire alla censura prussiana, la quale lasciava passare i libri che superavano i venti fogli a stampa, in quanto li considerava non suscettibili di avere una diffusione popolare.
Il libro fu pubblicato alla fine di febbraio del 1845 dalla "Literarische Anstalt", una casa editrice di Francoforte sul Meno. La dicitura "Die heilige Familie" (La sacra famiglia) fu suggerita dall'editore a scopo commerciale (e accettata da Marx); il titolo originale proposto dai due autori era soltanto "Kritik der kritischen Kritik" (Critica della critica critica).

## Contenuto

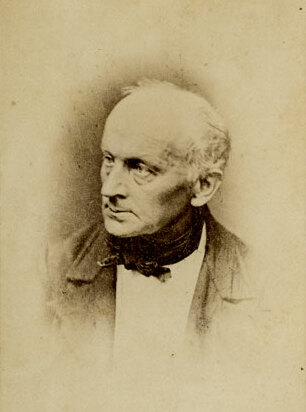
Bruno Bauer. Fotografia di Leopold Haase (1831-1901)

I primi due capitoli, scritti da Engels, mettono in ridicolo (evidenziandone gli errori fattuali) una serie di articoli usciti sulla rivista dei Bauer, aventi ad oggetto la storia e l'attualità dell'Inghilterra industriale. Il terzo capitolo, sempre di Engels, schernisce i seguaci di Bruno Bauer per aver attribuito esagerata importanza al licenziamento di quest'ultimo dall'Università di Berlino.
Il quarto capitolo, scritto quasi per intero da Marx, contesta l'interpretazione del pensiero di Proudhon proposta da Edgar Bauer: secondo Marx, Bauer ha travisato il programma socialista di Proudhon, dandone una lettura esclusivamente idealistico-speculativa.
Il quinto capitolo è interamente di Marx e polemizza contro una lunga recensione, uscita sulla rivista dei Bauer, del romanzo "Les Mystères de Paris" di Eugène Sue. Questo capitolo contiene anche un importante paragrafo in cui Marx espone la sua prima critica pubblica contro la dialettica di Hegel:
(Karl Marx e Friedrich Engels, "La sacra famiglia")
Secondo Marx, mentre l'uomo comune sa di non dire nulla di straordinario dicendo che ci sono mele e pere:.
(Karl Marx e Friedrich Engels, "La sacra famiglia")
Il sesto capitolo, notevolmente lungo, è scritto quasi per intero da Marx, eccetto poche pagine di Engels. Marx critica vari scritti di Bruno Bauer, accusando quest'ultimo di non saper comprendere le forze motrici della storia: per Bauer le idee astratte sono l'elemento che causa la dinamica storica, mentre secondo Marx le forze che operano reali mutamenti nella storia e nella politica sono i movimenti di massa e in particolare (nell'epoca industriale) le classi operaie inglesi e francesi.
(Karl Marx e Friedrich Engels, "La sacra famiglia")
Una parte importante della polemica di Marx verte su alcuni articoli che Bruno Bauer aveva dedicato a quella che lo stesso Bauer aveva definito "La questione ebraica" (Judenfrage), i quali avevano per argomento la posizione che gli ebrei avrebbero dovuto avere nella società tedesca del XIX secolo. Marx (che su questo argomento aveva già polemizzato contro Bauer nel 1844) espone nuovamente la sua critica, accusando fra l'altro Bauer di aver considerato la questione da un punto di vista solo religioso, trascurandone le implicazioni sociali e politiche, e di avere fatto confusione tra l'emancipazione politica e l'emancipazione umana.
Sempre nel sesto capitolo Marx contesta le interpretazioni che Bruno Bauer aveva proposto del materialismo filosofico e della Rivoluzione francese, interpretazioni che Marx critica perché idealistiche e fattualmente erronee, ed alle quali contrappone le proprie ricostruzioni.
In polemica con Bauer e i suoi seguaci (che vedevano nel romanticismo l'esito obbligato dell'Illuminismo), Marx ricostruisce la genesi del moderno materialismo, riconoscendo in esso il precursore sia della moderna scienza naturale, sia del socialismo e del comunismo. Nei confronti della Rivoluzione francese Marx manifesta invece, in quest'opera, un atteggiamento piuttosto critico. Secondo Marx, i giacobini francesi hanno, senza volerlo, istituito un nuovo tipo di schiavitù da parte della borghesia:
(Karl Marx e Friedrich Engels, "La sacra famiglia")
Nel settimo capitolo vengono esaminati alcuni contributi apparsi sulla rivista dei Bauer in cui appare l'elitarismo cui è improntata la filosofia baueriana, basata – secondo Marx ed Engels – sul disprezzo per la "massa" e sull'esaltazione dello "spirito" idealisticamente astratto e vuoto.
L'ottavo capitolo, come già il quinto, è ancora dedicato a "I misteri di Parigi". Qui Marx critica il romanzo di Sue per il suo moralismo di matrice clericale e per il semplicismo delle soluzioni che propone ai mali sociali.
Il nono e ultimo capitolo, brevissimo, ha carattere satirico e schernisce la fine ingloriosa della rivista dei Bauer.

## Ricezione
Appena ricevuta copia del libro, Engels scrisse a Marx:
(Friedrich Engels, "Lettere a Marx")
"La sacra famiglia" ebbe scarsa eco all'epoca della sua uscita. Bruno Bauer rispose con una propria recensione in cui, riducendo Engels e Marx a meri epigoni di Feuerbach, li accusò di non avere compreso nulla della sua (di Bauer) filosofia e di avere anzi scientemente distorto il suo pensiero. A questa recensione di Bauer rispose a sua volta un articolo anonimo, che uscì sulla rivista diretta da Moses Hess: l'anonimo accusava Bauer di non aver letto "La sacra famiglia" e di essersi basato in realtà solo su di una precedente recensione di tale libro. Vi furono alcune recensioni favorevoli da parte di esponenti della sinistra hegeliana e di socialisti. Un hegeliano ortodosso, Alexis Schmidt, recensì il libro condannando sia la posizione di Bauer sia quella di Engels e Marx.
Nel 1885 Karl Kautsky fece ristampare su "Die Neue Zeit" (la rivista teorica della SPD) il paragrafo del sesto capitolo in cui Marx ricostruiva la storia del materialismo francese e inglese; nel 1892 lo stesso paragrafo fu pubblicato in traduzione russa da Georgij Plechanov.
Nel 1895 Lenin lesse l'opera e ne redasse un lungo riassunto manoscritto (che fu pubblicato postumo nel 1932). In esso Lenin osserva che la polemica contro Bauer è spesso inutilmente pedantesca e prolissa, ma che comunque nella "Sacra famiglia" si registra il passaggio di Marx dalla filosofia hegeliana al socialismo.

Fu solo nel 1902 che "La sacra famiglia" venne ripubblicata integralmente a cura di Franz Mehring, nel secondo dei tre volumi in cui egli raccolse alcune opere di Marx ed Engels del periodo dal 1841 al 1850. Nella sua introduzione, Mehring scrive:
(Franz Mehring, Introduzione a "La sacra famiglia")
Il libro fu poi ripubblicato nel 1932, a cura dello studioso marxista russo Adoratskij, nel quadro delle opere complete di Marx ed Engels. Ne esistono due traduzioni italiane integrali: la prima a cura di Giovanni De Caria (Edizioni Rinascita, Roma 1954), e la seconda a cura di Aldo Zanardo (Editori Riuniti, Roma 1967).